# Oblężenie Saragossy (1808)
Pierwsze oblężenie Saragossy (hiszp. Zaragoza) – starcie w czasie wojny w Hiszpanii. Armia francuska pod dowództwem generała Lefebvre’a okrążyła i wielokrotnie szturmowała Saragossę latem 1808 roku, by po dwóch miesiącach odstąpić od niej i zdobyć ją w wyniku drugiego oblężenia na przełomie 1808 i 1809 r.

## Początek oblężenia
Lefebvre dowodził jednym z francuskich zgrupowań wojsk rzuconych przez Napoleona dla przywrócenia porządku w Hiszpanii po rozprzestrzenieniu się na cały kraj powstania madryckiego zwanego Dos de Mayo.
W czerwcu generał Palafox wypowiedział Francuzom wojnę i stanął na czele masowego zrywu ludności w Aragonii. Lefebvre ruszył na Saragossę na czele około 6000 ludzi.
Hiszpańskie oddziały próbujące powstrzymać natarcie na przedpolach miasta zostały z łatwością odparte przez zdyscyplinowane oddziały Lefebvre’a. Palafox osobiście uderzył na Francuzów na czele niewielkich sił pod Alagon, ale jego ludzie zostali błyskawicznie rozbici i zmuszeni do ucieczki, co spowodowało, że generał hiszpański zamknął się w mieście i objął dowództwo jego obrony.
Umocnienia Saragossy były w opłakanym stanie i nie zdawały się być poważną przeszkodą dla atakujących. Lefebvre rozpoczął więc bombardowanie, a następnie przystąpił do szturmu, jednakże bez większego powodzenia, ponieważ wprawdzie regularne siły Palafoxa liczyły niewiele ponad 6000, ale przepojeni nienawiścią do najeźdźców mieszkańcy masowo chwycili za broń, zwielokrotniając ich szeregi.
Pod koniec czerwca Lefebvre otrzymał dodatkowo 3500 ludzi i kilka baterii dział. W ciągu trwających miesiąc ciężkich zmagań część miasta legła w gruzach. Polscy piechurzy z Legii Nadwiślańskiej szturmem wzięli bramę Carmen i klasztor o tej samej nazwie, francuscy grenadierzy zdobyli cytadelę Aljaferia, w krwawym ulicznym boju polscy lansjerzy 1 Pułku Legii (dowódca płk Jan Konopka) przerąbali się do samego serca miasta, ale wobec braku wsparcia musieli się wycofać.
Pod Epilą płk Józef Chłopicki rozbił w ataku na bagnety liczne ugrupowanie powstańców zmierzających do uderzenia na tyły oblegających miasto wojsk. 2 lipca szwadrony kirasjerów i ułanów przeszły na północny brzeg Ebro, aby pilnować znajdującego się tam przedmieścia Arrabal. Po ciężkich, całodniowych walkach jedynymi sukcesami, jakimi mogli poszczycić się oblegający, było zdobycie i utrzymanie klasztoru kapucynów oraz zdobycie i spalenie klasztoru św. Józefa. W atakach na obydwa te punkty brały udział 1. i 2. pułki Legii. Legioniści polscy zdobyli wysuniętą pozycję Monte Torreroa, a w nocy 400 żołnierzy, prowadzonych osobiście przez Chłopickiego, zdobyło klasztor św. Józefa.

## Szturm miasta
4 sierpnia nastąpił szturm generalny. I tu odznaczyła się Legia Nadwiślańska. 1 Pułk (Chłopicki) zdobył wielki, obwarowany klasztor Engracia, ale na szerokiej ulicy Cosso żołnierze polscy, walczący ramię w ramię z 14 Pułkiem Grenadierów Gwardii dostali się pod zmasowany ogień artylerii. Z siedemdziesięciu Polaków zdołało wycofać się 27. Chłopicki został ranny. 2 Pułk (Jan Kąsinowski) zdobył ponownie bramę Carmen, klasztor żeński i przylegający doń szpital dla umysłowo chorych, gdzie napastnicy dopuścili się licznych gwałtów i morderstw na mieszkańcach, w następstwie czego dochodziło do samobójstw. Na wszystkich odcinkach przez cały dzień wrzała walka. Ostatecznie nacierającym udało się zająć ulicę Cosso, plac Estraverdes, ulice Saint Gil i de la Para, szpital i klasztor św. Józefa, klasztor św. Diego i Santa Fe, a także pałace Sastago i Fuentes. Oficjalny komunikat mówił o zdobyciu 14 klasztorów, trzech czwartych części miasta, zbrojowni i magazynów. Atak kosztował nacierających 462 zabitych i 1505 rannych. Wśród tych ostatnich byli: generał Verdier i generał Bazancourt.
13 sierpnia Lefebvre (sam również ranny) postanowił – na wieść o klęsce pod Bailén i cofaniu się Murata w kierunku Ebro – odstąpić od oblężenia. Opuszczone przez wojsko zdobyte domy zostały podminowane, miny podłożono też pod szpital, klasztor Santa Engracia i klasztor św. Józefa. W nocy z 14 na 15 sierpnia wszystkie korpusy ruszyły drogą w kierunku Tudeli. Ciężkie działa oblężnicze zostały zatopione w kanale, by nie opóźniać marszu. Jako tylna straż, na Monte Torrero, został 3. szwadron lansjerów polskich z kapitanem minerów, który czuwał nad wysadzeniem zdobytego miasta. O północy miny zostały podpalone. Całe kościoły, klasztory, domy wylatywały w powietrze. Był to ostatni akord oblężenia. W pogoń za tylną strażą ułanów rzuciło się 300 jeźdźców hiszpańskich, ale przywitani kartaczami z baterii kpt. Adama Huppégo szybko się wycofali.

## Skutki
Pierwszym etapem marszu armii francuskiej było Alagon, wieczorem zaś, 15 sierpnia wyruszono do Tudeli. Tymczasem do Saragossy dotarła Armia Walencji w sile 15 000 ludzi i natychmiast ruszyła w pogoń. W okolicach Tudeli polscy lansjerzy często musieli walczyć z coraz liczniejszymi powstańcami, ale generał Verdier postanowił zaczekać w tym mieście 4 dni, by umożliwić ewakuację wszystkich rannych do Pampeluny, bowiem gdyby się to nie udało, staliby się ofiarami zemsty Hiszpanów. Czasu jednak było niewiele. Pojawiły się przednie straże nadciągającej armii hiszpańskiej, lecz te zostały zniesione przez ułanów polskich pod Fontilas. 19 sierpnia armia przekroczyła Ebro, spaliła za sobą most i ruszyła w kierunku Millagro, Villafranca, Caporoso, by połączyć się z resztą wojska króla Józefa w Lodosie.
Oblężenie pochłonęło po stronie Francuzów 3500 ludzi zabitych i rannych. W morderczych walkach poległo około 1000 legionistów, w tym 39 oficerów.
61-dniowe wysiłki zakończyły się przegraną Francuzów, a generał Palafox stał się bohaterem narodowym Hiszpanii. Walki o Saragossę nie miały sobie równych pod względem zaciętości i okrucieństwa z obu stron.